# Synasellus meirelesi
Synasellus meirelesi är en kräftdjursart som beskrevs av Pedro Ivo Soares Braga 1959. Synasellus meirelesi ingår i släktet Synasellus och familjen sötvattensgråsuggor. Inga underarter finns listade i Catalogue of Life.